# Picho Toledano
Alfonso "Picho" Toledano Jr. (Mexico-Stad, 29 mei 1986) is een Mexicaans autocoureur.

## Carrière
Toledano begon zijn autosportcarrière in 2003 in het karting. Dat jaar werd hij achter Yair Godinez tweede in de 100cc-klasse van de Easykart Mexico, waarbij hij onder andere de latere Formule 1-coureur Sergio Pérez versloeg. Het jaar daarop won hij het kampioenschap.
In 2005 maakte Toledano zijn debuut in het formuleracing in de Formule Renault Campus. Hij eindigde hier als tiende in het kampioenschap.
In 2006 stapte Toledano over naar de Panam GP Series. In de eerste helft van het kampioenschap reed hij voor het team VSonic, maar stapte in de tweede helft over naar Seguros Cumbre. Met een vierde plaats tijdens de eerste race op het Autódromo Pedro Cofiño in Guatemala als beste resultaat eindigde hij als dertiende in het kampioenschap, waarmee hij tevens de vijfde plaats behaalde in het rookiekampioenschap. Hiernaast reed hij in drie van de vijf races van de International Formula Challenge, waarin hij met twee podiumplaatsen als zevende eindigde.
In 2007 bleef Toledano rijden in de Panam GP Series, al stapte hij wel over naar het team Fedex-Citizen. Hij behaalde overwinningen op het Autódromo Pedro Cofiño en het Autódromo La Guácima in Costa Rica en werd hiermee achter Hugo Oliveras en Giancarlo Serenelli derde in het kampioenschap.
In 2008 had Toledano geen vast racezitje, maar reed hij wel in verschillende Formule BMW-kampioenschappen. In het Amerikaanse kampioenschap reed hij voor EuroInternational in de laatste twee raceweekenden op het New Jersey Motorsports Park en het Autódromo José Carlos Pace. Met twee zevende plaatsen in het laatste weekend als beste resultaat eindigde hij als twaalfde in het kampioenschap met 19 punten. Ook reed hij voor het Atlantic Racing Team in twee races in het Pacific-kampioenschap, maar hier behaalde hij geen punten. Tevens kreeg hij een uitnodiging voor de World Final, gehouden op het Autódromo Hermanos Rodríguez. Voor het Euro Junior Team eindigde hij deze race als zestiende.
Na 2008 kwam Toledano niet meer aan de start van races tot 2012, toen hij in de teruggekeerde Panam GP Series reed. Hij nam voor SPM Motorsports enkel deel aan het eerste raceweekend op het Autódromo Hermanos Rodríguez en eindigde deze races als vijftiende en dertiende.
In 2013 reed Toledano opnieuw drie races in de Panam GP Series en behaalde op het Autódromo Hermanos Rodríguez een derde plaats. Hierdoor werd hij achttiende in het kampioenschap. Voorafgaand reed hij ook twee van de vier races in het winterkampioenschap, wat hij als veertiende afsloot met drie punten.
In 2014 stapt Toledano over naar het nieuwe landenkampioenschap Acceleration 2014 in de Formula Acceleration 1. Hij komt hier uit voor het Acceleration Team Mexico.